# AlphaDream
AlphaDream Corporation, Ltd. (株式会社アルファドリーム?, Kabushikigaisha ArufaDorīmu) è stata un'azienda giapponese che ha sviluppato videogiochi fondata nel 2000 da Tetsuo Mizuno a Tokyo, in Giappone, con il nome di Alpha Star. Insieme a Nintendo, ha prodotto software per il Game Boy Color, per il Game Boy Advance per il Nintendo DS, e per il Nintendo 3DS. Inoltre, è nota per lo sviluppo della serie RPG Mario & Luigi. Lo staff dell'azienda comprendeva sviluppatori in vista provenienti da Squaresoft, come Chihiro Fujioka.
Il 1 ottobre 2019, dopo aver accumulato un debito pari a 465 milioni di yen, equivalente a quasi 4 milioni di dollari, dichiara bancarotta, principalmente a causa dell'assenza di diritti sui videogiochi su cui ha lavorato e degli alti costi di produzione. Un altro motivo è stato l'insuccesso commerciale del remake di Mario & Luigi: Viaggio al centro di Bowser: nonostante buone recensioni, il gioco, che era uscito tra dicembre 2018 e gennaio 2019, era destinato al 3DS, ma il periodo della console era finito da tempo a favore del Nintendo Switch, per il quale nello stesso periodo uscì New Super Mario Bros. U Deluxe. Il gioco non riuscì a vendere oltre le 30 000 copie, e fu pertanto uno dei giochi di Nintendo con le peggiori vendite dai tempi di Mario Tennis per il Virtual Boy. Il remake di Mario & Luigi: Superstar Saga, uscito nel 2017 per 3DS ebbe vendite migliori con più di 70 000 copie, ma comunque al di sotto delle aspettative. Per questo motivo, la situazione economica della AlphaDream subì un crollo, con i debiti che aumentarono a tal punto da causarne il fallimento. Il destino della AlphaDream rimane incerto. La Nintendo ha acquisito i diritti della serie Mario & Luigi e il 7 novembre 2024 è stato pubblicato il nuovo titolo Mario & Luigi: Fraternauti alla carica.

## Software prodotti

### Game Boy Color
- Koto Battle: Tengai no Moribito (solo in Giappone)

### Game Boy Advance
- Tomato Adventure (solo in Giappone; assistito da Graphic Research)
- Mario & Luigi: Superstar Saga
- Hamtaro: Rainbow Rescue (solo in Giappone ed Europa)
- Hamtaro: Ham-Ham Games

### Nintendo DS
- Mario & Luigi: Fratelli nel Tempo
- Hamtaro Ham-Ham Challenge
- Tottoko Hamutaro Haai! Hamu-Chans no Hamu Hamu Challenge! Atsumare Haai! (solo in Giappone)
- Mario & Luigi: Viaggio al centro di Bowser
- PostPet DS (solo in Giappone)

### Nintendo 3DS
- Mario & Luigi: Dream Team Bros.
- Mario & Luigi: Paper Jam Bros.
- Mario & Luigi: Superstar Saga + Scagnozzi di Bowser.
- Mario & Luigi: Viaggio al centro di Bowser + Le avventure di Bowser Junior.